# Crax rubra
El paujil, pajuil u hocofaisán (Crax rubra), también conocido como pavón norteño,  o como faisán real, kambul (maya), pavón grande o pavón norteño, es una especie de ave del orden Craciformes (Enciclovida considera al orden de las Galliformes donde se ubican también a las chachalacas, guajolotes silvestres, codornices y pavón ), de la familia Cracidae (chachalacas), que se encuentra en los bosques del sur de México, Centroamérica y Sudamérica (este de Colombia, Ecuador y Amazonía).
En México se distribuye en los estados del sureste como son: Veracruz, Oaxaca, Tabasco, Chiapas, Campeche, Quintana Roo y Yucatán. También se le ha registrado en los estados de Nuevo León, Tamaulipas, Zacatecas, San Luis Potosí, Querétaro, Hidalgo y Puebla. La especie alcanza una longitud de 91 cm y un peso de 4,5 a 5 kg. El dimorfismo sexual se complementa con el polimorfismo de las hembras (existen tres tipos de hembras). Los machos presentan un tubérculo grande amarillo en el pico; plumaje negro brillante con vientre blanco y patas grisáceas. Esta ave terrestre vive en grupo y en selvas hasta los 1,200 m s. n. m. La NOM-059-SEMARNAT-2010 considera a la especie como Amenazada y la UICN 2019-1 como Vulnerable.

## Etimología
Paujil es una palabra de origen quechua. Probablemente deriva de paují, y este de paugi o pauxi. En quechua de Pastaza se utiliza la voz pawshi.

## Descripción
Alcanza una longitud de 91 cm y un peso de 4,5 a 5 kg. El dimorfismo sexual se complementa con el polimorfismo de las hembras. Hay tres tipos de hembra: con cabeza y cuello blancos con listas;  con cabeza negra y plumaje castaño rojizo, y con cabeza negra y plumaje pardo obscuro; todas con la cola rufa con rayas blancas, pico amarillento y patas blancuzcas. Los machos presentan un tubérculo grande amarillo en el pico; plumaje negro brillante con vientre blanco y patas grisáceas.

## Hábitat
Vive en grupo en selvas hasta los 1.200 m s. n. m. Su dieta consiste principalmente en frutos, semillas y artrópodos. Aunque la subespecie C. r. rubra' es relativamente abundante y está ampliamente distribuida, su hábitat ha sido reducido por la deforestación. La subespecie C. r. griscomi de la isla Cozumel está amenazada aunque el número de ejemplares aumenta lentamente desde 1980.

## Reproducción
Es una especie monógama. Se reproducen entre febrero y junio. Construyen nidos en los árboles entre los 3 y 6 m de altura. La hembra pone dos huevos que incuban durante 32 días.
De los cruces con C. alberti y  C. alcetor nacen híbridos fértiles (del Hoyo 1994).